# Гросфішлінген
Гросфішлінген (нім. Großfischlingen) — громада в Німеччині, розташована в землі Рейнланд-Пфальц. Входить до складу району Південний Вайнштрассе. Складова частина об'єднання громад Еденкобен.
Площа — 4,31 км2. Населення становить 617 ос. (станом на 31 грудня 2020).